# Choniolaimus panicus
Choniolaimus panicus är en rundmaskart. Choniolaimus panicus ingår i släktet Choniolaimus, och familjen Choniolaimidae. Arten är reproducerande i Sverige.